# Animaccord
Animaccord — российская анимационная студия, базирующаяся в Москве. Студия известна мультсериалом «Маша и Медведь».

## История
В конце 2007 года Дмитрий Ловейко познакомился с Олегом Кузовковым, который после работы 3D-аниматором в США приехал в Россию со своим анимационным проектом и искал финансирование. После этой встречи появилась студия.

## Награды
В феврале 2015 года на саммите Kidscreen в Майами студия получила награду Kidscreen Award за лучшую анимацию в категории «Творческие таланты» за мультсериал «Маша и Медведь».
Несколько месяцев спустя, в октябре, студия была названа 6-й лучшей продюсерской компанией по версии журнала Kidscreen.

## Офисы
Студия имеет пять офисов:
- Москва, улица Годовикова, д. 9, стр. 15;
- Лимасол, улица Грива Дигени 82;
- Майами, 201 S Biscayne Blvd., Suite 2810;
- Варшава, аллея Иоанна Павла II, 29, 5 этаж;
- Гонконг, Unit 1010-1015, 10/F, Tower B, New Mandarin Plaza, Tsim Sha Tsui East, Kowloon.

## Фильмография
- Маша и Медведь — с 2009 года
- Машины сказки — 2011-2014, 2021
- Машкины страшилки — 2014-2018
- Маша и Медведь. Футбольный выпуск — 2018
- Машины песенки — 2019-2020
- Фееринки — 2019-2022
- Маша и Медведь. Песенки для малышей — 2019-2022
- Маша и Медведь в кино: 12 месяцев  — 2022
- Маша и Медведь в кино: Скажите «Ой!»  — 2023
- Маша и Медведь в кино: Парк чудес — 2024

### Отменённые
- Мальчик и Тьма — 2008-2011